# وسطى (موسيقى)

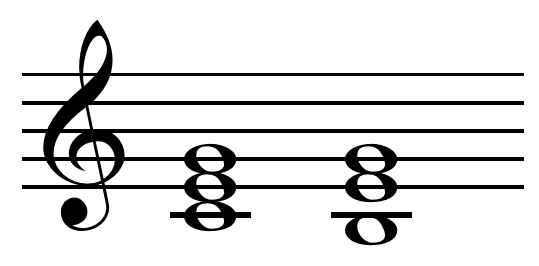

الوُسْطى أو النغمة الوُسْطى، اسم يطلق على ثالث درجة في سلم موسيقى أو مقام؛ فنغمة الوُسْطى في سلم أو مقام دو الكبير هي مي، وفي صول الكبير هي سي، وهكذا دواليك.